# Panopticon (The Smashing Pumpkins)
Panopticon è un singolo del gruppo alternative rock statunitense The Smashing Pumpkins, pubblicato nel 2012 ed estratto dall'album Oceania.

## Tracce
- Download digitale

1. Panopticon – 3:52